# Meike Weber
Meike Weber est une footballeuse allemande née le 30 mars 1987 à Erbach. Elle évolue au poste de milieu de terrain.

## Palmarès
1. FFC Francfort :
- Championnat d'Allemagne (3) :
  - Championne en 2005, 2007 et 2008

- Coupe d'Allemagne (3) :
  - Vainqueur en 2007, 2008 et 2009
  - Finaliste en 2012

- Coupe féminine de l'UEFA/Ligue des champions (2) :
  - Vainqueur en 2006 et 2008
  - Finaliste en 2012